# Annemie Lelie
Annemie Lieve Lelie (née à Wilrijk) est une diplomate belge. Après avoir été attachée d'ambassade à Tokyo et Berlin, elle est affectée auprès de la Représentation permanente de la Belgique auprès de l'Organisation pour la sécurité et la coopération en Europe. En 2019, elle est nommée ministre-conseillère auprès du Conseil de l'Europe.

## Biographie
Annemie Lelie étudie les sciences commerciales à l'université d'Anvers.
En 2001, elle rejoint le service extérieur du ministère belge des Affaires étrangères et est attachée d'ambassade à Tokyo de 2003 à 2007. Le 29 août 2007, elle entre comme première secrétaire à l'ambassade de Belgique à Berlin jusqu'en 2011.
De 2015 à 2019, elle est conseillère d'ambassadeur auprès de la Représentation permanente de la Belgique auprès de l'Organisation pour la sécurité et la coopération en Europe. Le 14 mai 2019, elle est nommée ministre-conseillère à la Représentation permanente de la Belgique auprès du Conseil de l'Europe,. Elle est chargée du domaine d'activité diplomatique.

## Distinctions
- 2011 : Grand Croix du Mérite de la République fédérale d'Allemagne[4].